# رود وین (اتریش)
رود وین (به لاتین: Wien) یک رود در اتریش است که از شهر وین پایتخت این کشور عبور می‌کند.
این رود که از ایالت نیدراسترایش سرچشمه می‌گیرد و پس از طی ۳۴ کیلومتر به رود دانوب می‌ریزد.

## نگارخانه

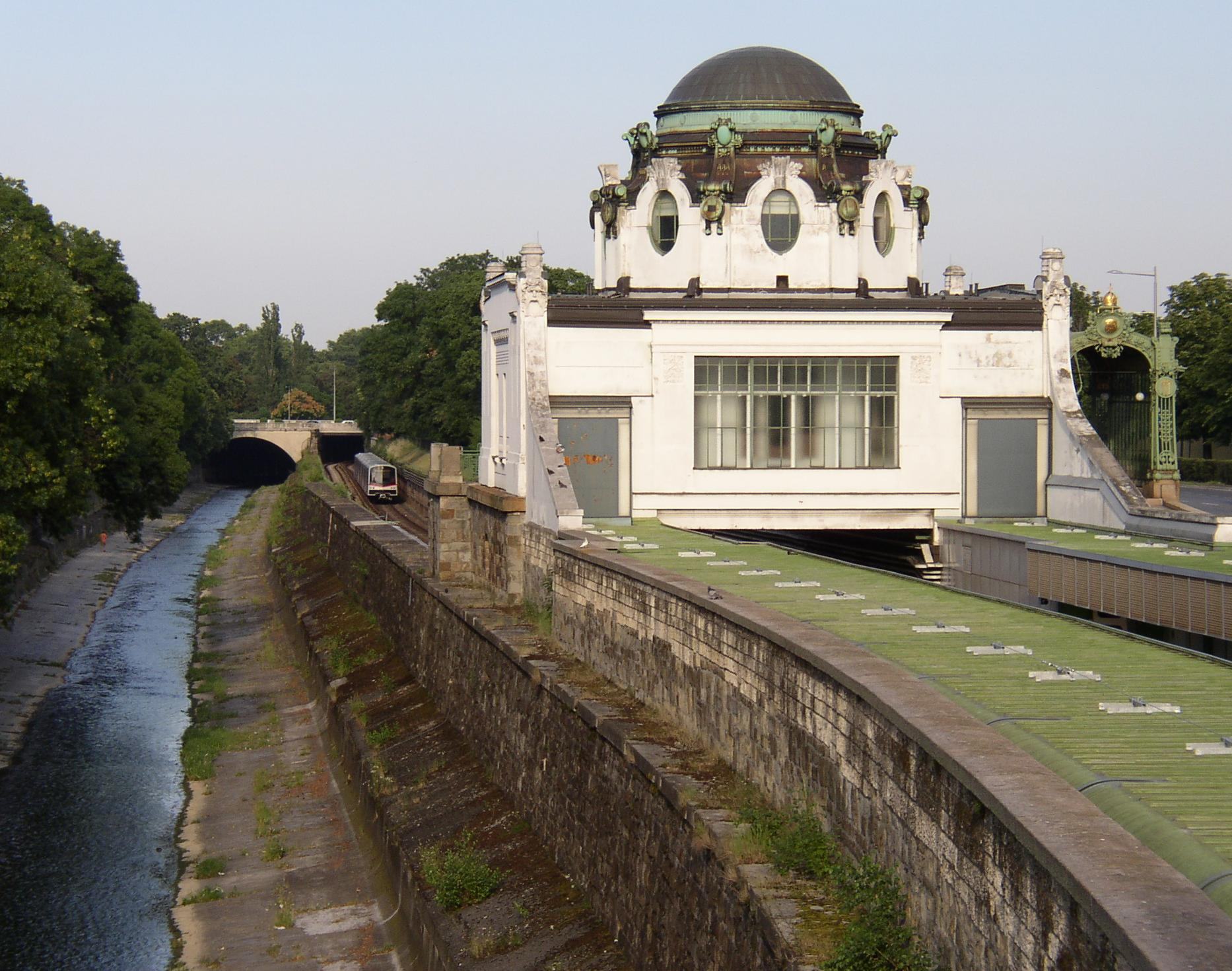
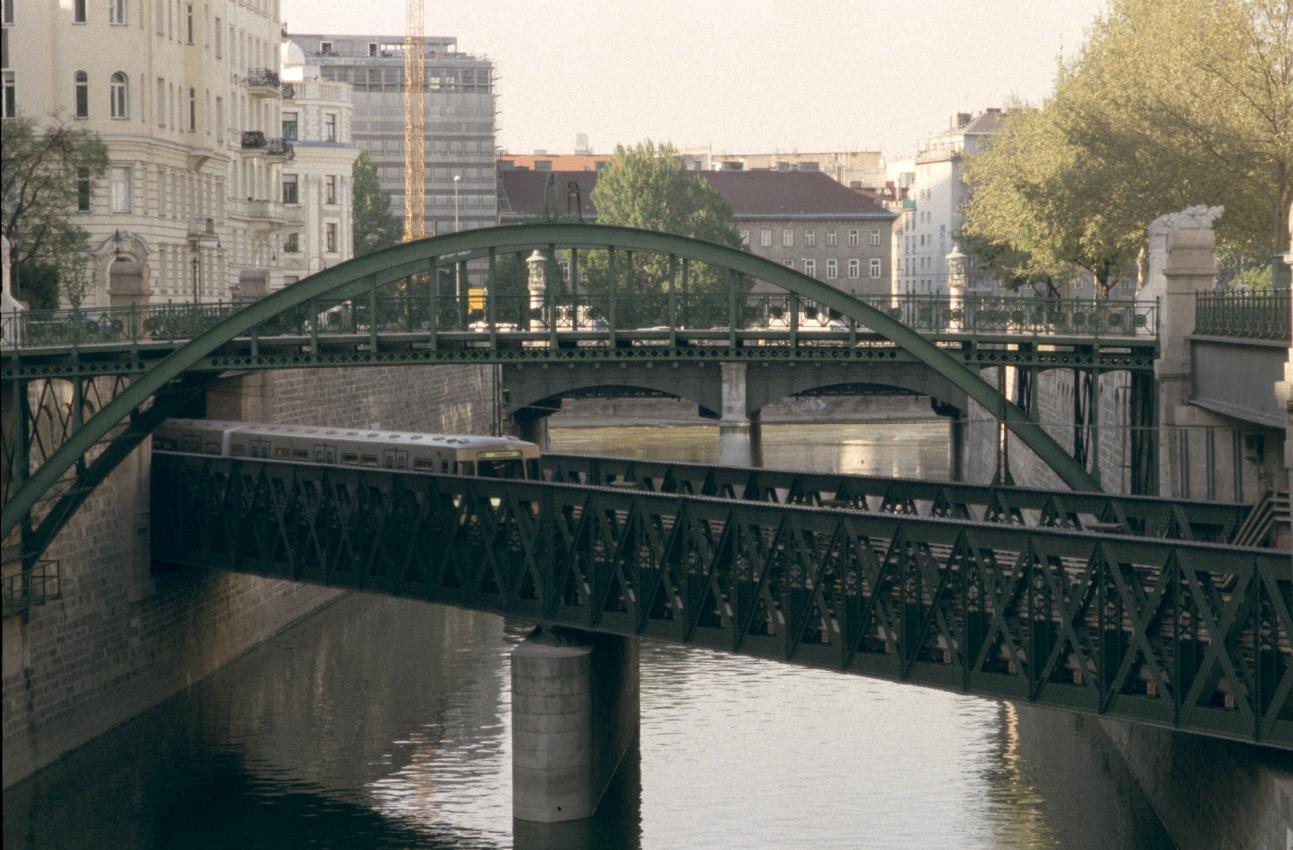
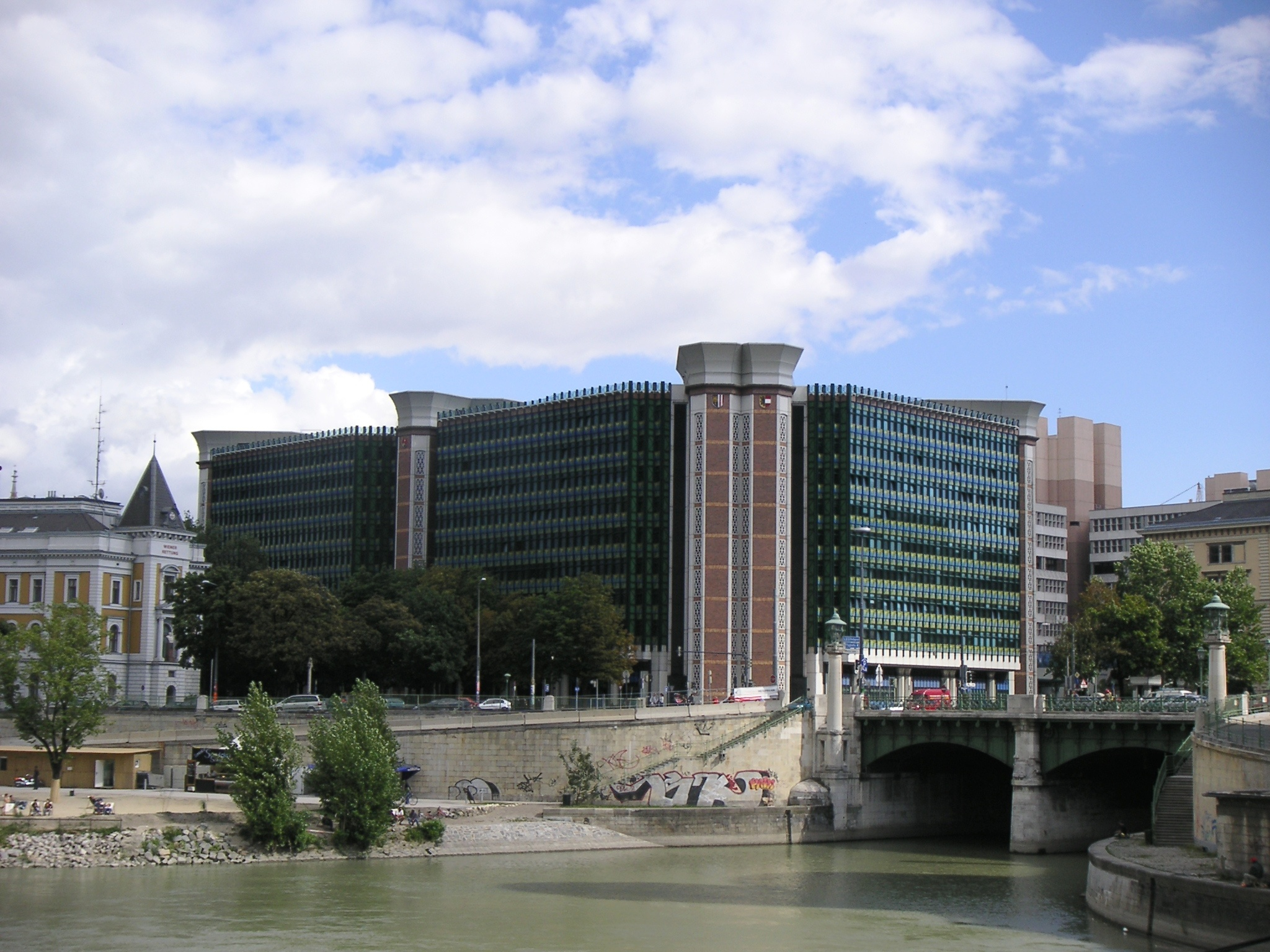
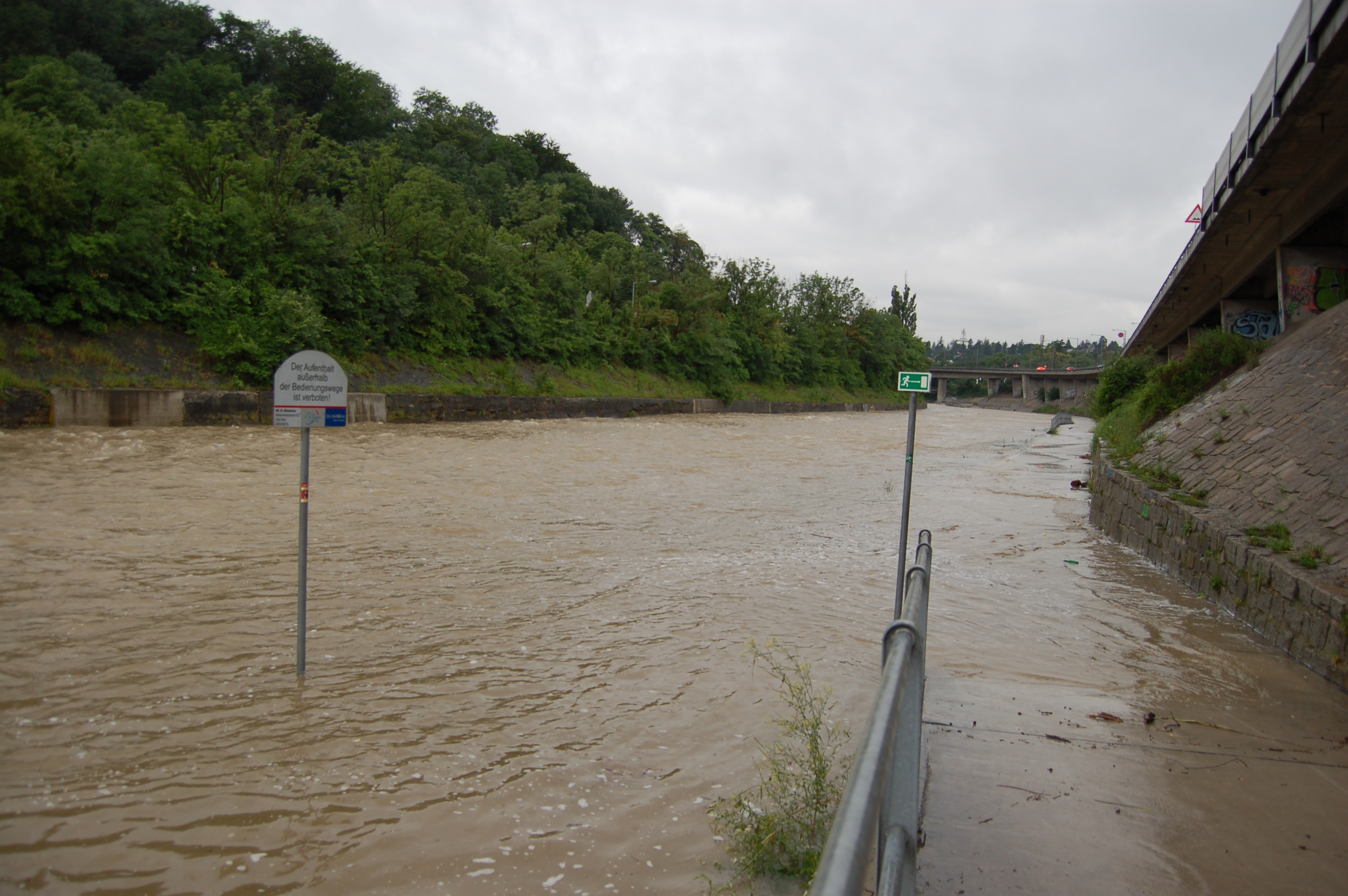
سیل اروپا ۲۰۰۹ در رود وین